# Meerswal
Meerswal (Fries: Marswâl) is een maalvaardige poldermolen nabij het Friese dorp Lollum, dat in de Nederlandse gemeente Súdwest-Fryslân ligt.

## Beschrijving
Meerswal staat ongeveer een kilometer ten noordwesten van Lollum aan de Harlingervaart. De molen werd in 1903 gebouwd voor de bemaling van de polder Ruigelollum (Fries: Rûgelollum), als vervanger van een uit 1818 daterende molen die het jaar daarvoor was afgebrand. Bij een storm in 1969 of 1970 werden het gevlucht en de as van de molen verwoest en raakte ook de kap zwaar beschadigd. In 1977 werden de restanten van Meerswal eigendom van de Stichting De Fryske Mole, die de molen een jaar later liet herbouwen. Daarbij werd hij voorzien van het oudhollandse wieksysteem. Bij een restauratie in 1994 werd dit weer vervangen door de oorspronkelijke zelfzwichting.
Door het Wetterskip Fryslân werd Meerswal in 2006 aangewezen als reservegemaal in geval van wateroverlast.
De molen is op afspraak te bezichtigen.